# Cris Cab
Cris Cab, pseudonimo di Cristian Cabrerizo (Miami, 21 gennaio 1993), è un cantante statunitense.
Ha raggiunto la popolarità a livello internazionale con il singolo Liar Liar, pubblicato nel 2013, che ha scalato le classifiche di numerosi paesi europei.

## Biografia
Appassionato di musica sin da piccolo, viene notato all'età di quindici anni da Pharrell Williams. Nel 2012 pubblica il suo primo singolo Good Girls (Don't Grow on Trees), con la collaborazione di Big Sean. Nel 2013 ha ottenuto fama grazie alla pubblicazione del singolo Liar Liar, inserito nel suo album di debutto Where I Belong, prodotto da Pharrell Williams e pubblicato nel 2014 dalla Island Def Jam. Il 28 maggio 2014 è stato ospite nel programma televisivo The Voice of Italy in cui si è esibito con il brano Liar Liar. Il 30 giugno 2014 è stato proclamato vincitore del Coca-Cola Summer Festival, sempre con il brano Liar Liar.
Il 17 giugno 2014 viene pubblicato il suo terzo singolo, Loves Me Not, e collabora con i Club Dogo al brano Start It Over, presente in Non siamo più quelli di Mi fist. Il 16 febbraio 2015 viene pubblicato il suo quarto singolo, Fables. Sempre nel 2015 fa una cover di Englishman in New York di Sting.

## Discografia

### Album in studio
- 2014 – Where I Belong

### EP
- 2012 – Foreword
- 2012 – Echo Boom
- 2012 – Rise

### Mixtape
- 2014 – Red Road

### Singoli
- 2012 – Good Girls (Don't Grow on Trees)
- 2013 – Liar Liar
- 2014 – Loves Me Not
- 2015 – Fables
- 2015 – Start It Over (con i Club Dogo)
- 2015 – Englishman in New York
- 2016 – Bada Bing
- 2017 – All of the Girls
- 2018 – Just Wanna Love You